# カマカ・ハワイ
カマカ・ハワイ（Kamaka Hawaii Inc.）とは、アメリカ合衆国ハワイ州ホノルルに存在する、ウクレレを製造する楽器メーカーである。
一般的には「カマカウクレレ」、あるいは単純に「カマカ」と呼ばれる。1916年創業。

## 概要
現存するハワイ最古のウクレレメーカーとして有名である（世界最古はニューヨークにあるマーティンで、カマカ創業の前年である1915年に製作を開始している）。
ジェイク・シマブクロ、エディ・ヴェダー、ジョージ・ハリスン、など、海外のミュージシャンに使用されるほか、日本国内のウクレレ奏者にも使用者は多く代表例としてRIOなどがいる。
また、2004年のアメリカ映画「50回目のファースト・キス」において、主人公役のアダム・サンドラーが６弦ウクレレを使用していたことでも知られる。

## 沿革
カマカは、最初期のウクレレ製作者のひとりである、マヌエル・ヌメスのもとでウクレレ製作を学んだサミュエル・カイアリイリイ・カマカが、1916年に個人経営のカマカウクレレ＆ギターワークスとしてホノルルで創業した。
当初は自宅地下室で運営されていたが、1921年にはサウスキングストリートに出店、そのころにはすでに高い評判を得ており、同社は1920年代から1930年代にかけて成長した。
1920年代半ばには従来の8の字型のウクレレとは異なる、世界初の楕円形のパイナップルウクレレを発売、1928年には特許を取得したことから世界的に有名となった。
1945年には、“カマカ＆サン・エンタープライズ”に名称変更。
1953年に創業者サミュエルが死去すると、小学生の頃よりウクレレ製作をサミュエルより学んでいた息子のサミュエル・カマカジュニアが後継者となる。
1968年、法人化され、カマカ＆サン・エンタープライズは現在の“カマカ・ハワイ”に名称変更。
2017年現在、サミュエル・カマカジュニアの息子であるクリス・カマカが社長を務めているが、その他にもカマカ一族が経営、企画、製作などの業務に関わるなど、典型的な家族経営となっている。

## 特徴
- 全てのウクレレがハワイの工場で手作りされている。
- 全てのモデルでボディはハワイアンコアの単板を使用している。
- かつてはネックもハワイアンコアが使用されていたが、近年のハワイアンコアの減少に伴いマホガニーに変更されている。

## 日本
- 現在の日本総輸入代理店は黒澤楽器店。
- 日本では戦後より現在に至るまで輸入ウクレレとしては圧倒的な人気を誇っているが、もともとの供給量の少なさに加え、ウクレレブームに伴い近年は入手が困難になることがある。
- 1980年代、一時的にカマカ・ジャパン社を設立し、日本製のカマカを出荷していた時期がある。